# Žubina
Žubina je naselje v občini Trebnje.
Žubina je gručasto naselje v nekoliko hriboviti legi na nizkem in širokem pomolu, ki se razteza med Duli ter Stranjsko in Žubensko dolino, po kateri teče potok Bratnica. K naselju spada tudi zaselek Griče. V ravnini okrog vasi in v dolinah so obdelovalne površine, v preteklosti pa je bila tu pomembna pridelava povrtnin za na trg v Ljubljani in Novem mestu. Pri vasi je na ledini Smrdišče odkrito že deloma preučeno rimsko grobišče.